# Golf
A golf egy füves pályán játszható sport. Ez a labdajáték nagy hagyományokkal rendelkezik, a játékosok számát világszerte 50 millióra becsülik.

## A golf története

### 15. század

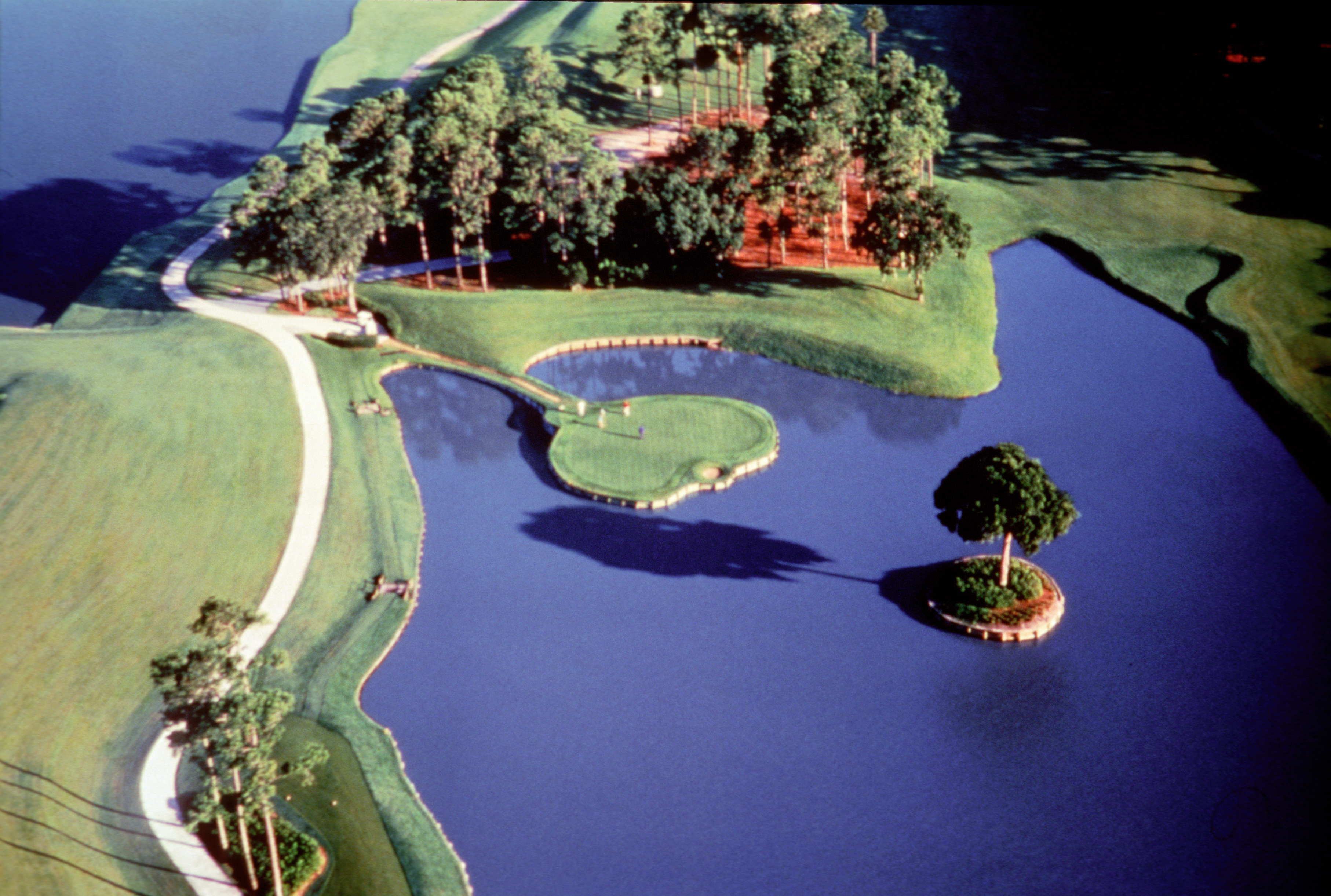
A híres 17. lyuk a TPC at Sawgrass pályán.

Az első golffal kapcsolatos írásos emlékek 1457-ből származnak, amikor II. Jakab király és a skót parlament betiltották a futballt és a golfot, hogy a skótokat az íjászat gyakorlására késztessék. A tilalmat később III. Jakab (1471) és IV. Jakab (1491) is jóváhagyta. A Skócia és Anglia közötti 1502-es békeegyezmény szükségtelenné tette a lakosság további félkatonai képzését. Nem sokkal ezután maga IV. Jakab is kipróbálta a játékot, az Udvari Tanács pedig egy rendeletben határozta meg a golfütőkre vonatkozó szabályokat.

### 16. század
I. Károly a 16. század végéig egész Nagy-Britanniában betiltotta a golfot. Az első ismert polgári golfozó Sir Robert Maule volt, aki 1527-ben Barry Links területén, Carnoustie közelében játszott. St. Andrewsban az első golfra történő utalás 1552-ből származik, egy évvel megelőzve a helyi érsek rendeletét, amely a környékbeliek számára engedélyezte a játékot. A sport Franciaországba Stuart Mária révén jutott el, aki 1567-ben, nem sokkal férje halála után, az első ismert női golfozóként játszotta a játékot (többen kritizálták is emiatt).

### 17. század
Az ütőkészítők közül William Mayne vált elsőként ismertté 1603-ban, aki „királyi ütőkészítőként” VI. Jakab számára kezdett golfütőket készíteni. A „featherie”, a tollal töltött labda 1618-ban jelent meg. A golf Amerikában elsőként egy 1659-es rendelet révén bukkant fel, melyben a New York állambeli Albany utcáin megtiltották a játékokat. Az első nemzetközi meccsre 1682-ben került sor Leith városában, ahol a skótok (akiket York hercege és George Patterson képviselt) legyőztek egy ismeretlen nevű angol párost. Ezen esemény kapcsán vált ismertté az első ütőhordó (caddie), egy bizonyos Andrew Dickson, aki York hercegének ütőit hordozta.

### 18. század
1735-ben megalakult az első golfklub, a Royal Burgess Golf Society. 1743-ban indították útnak Amerikába az első golfütő szállítmányt. 1744-ben Leith-ben megalakult a Gentlemen Golfers of Leith társaság, amely elsőként kezdte lejegyezni a golf szabályait. Később belőlük alakult meg a még ma is létező Honourable Company of Edinburgh Golfers társaság. 1754-ben a legelső golfklub, amely St. Andrews Society of Golfers néven jött létre és amely a későbbiekben a Royal & Ancient Golf Club of St Andrews nevet kapta, megjelentette az első kodifikált golf szabályzatot. A stroke play 1759-ben jelent meg St Andrewsban, a korábbi match play változataként. 1766-ban a Londonhoz közeli Royal Blackheath-ben megalakult az első Skócián kívüli golfklub, amely 1768-ban Leith-ben nyitotta meg klubházát.

### 19. század
1810-ben Musselburgh-ban került megrendezésre az első feljegyzett női torna. 1867-ben St Andrewsban létre jött az első női golfklub. 1820-ban került sor az első Brit-szigeteken kívüli klubalapításra, az indiai Bengaluruban. 1826-ban készítették az első ütőnyelet hikori fából, 1891-ben pedig megjelent az acél ütőnyél. 1848-ban látott napvilágot a featherie könnyebb és olcsóbb változata a guttapercha, amelyet 1898-ban a készítőjéről elnevezett, kemény gumi borítású Haskell-labda követett. 1860-ban, Prestwickben került első ízben megrendezésre a legrégebbi torna, a napjainkig fennmaradt Open Championship. 1867-ben Young Tom Morris érte el a legelső egy ütésből történő győzelmet, azaz hole in one-t. 1894-ben létrejött az USGA. 1898-ban Stableford pontozási rendszert dolgozott ki, 1899-ben pedig szabványosították a labdatartót.

### 20. század
1900-ban és 1904-ben a golf szerepelt az olimpiai játékokon. 1902-ben jelent meg a hornyolt felületű ütőfej. 1905-ben szabványosították a golflabdák felületén található bemélyedéseket, amelyek az egyenes repülést biztosítják. 1910-ben jelent meg a középre illesztett nyelű putter, amelyet az R&A elutasított, az USGA pedig elfogadott. Ezzel kezdetét vette egy 42 éves időszak, amelyben a hivatalos golf szabálykönyvnek két változata létezett. 1911-ben az R&A az acél ütőnyelet is elutasította. 1916-ban megalakult a PGA of America, a profi golfozók érdekképviseleti szervezete. 1929-ben az acél ütőnyél mindenütt engedélyezetté vált, kiszorítva ezzel a hikori ütőnyelet. 1938-ban alkalmazták először a 14 ütős szabályt, amely limitálja a játékosok számára a felhasználható ütők mennyiségét. 1951-ben az R&A és az USGA egységesíti a szabálykönyvet, eltörölve a stymie-t (az ellenfél labdájának megkerülésére vonatkozó szabályt) és elfogadva a középre illesztett nyelű puttert. 1963-ban megjelent a gumi markolat (felváltva a bőrt) és az öntöttvas ütőfej (felváltva a kovácsoltat), amelyeket 1969-ben a grafit ütőnyél és a Cavity Back ütőfej követett. 1971-ben Alan Shepard elvégezte az első golfütést a Holdon. 1979-ben megjelent az első fém driver ütőfej, megkezdve a datolyaszilva fából készült változat kiszorítását. 1994-ben titánból készült wood ütők jelentek meg az amerikai piacon.

## A golf története Magyarországon

### 1902–1951
A játékot 1902-ben Andrássy Géza gróf mutatta be, a fővárosi Lóversenypályán. Az első pálya Tátralomnicon épült 1908-ban, a későbbi többszörös magyar golfbajnok, Lauber Dezső tervei alapján. 1909-ben itt rendezték meg az első versenyt. 1910-ben megalakult a Budapesti Golf Club (amely utóbb a Magyar Golf Club nevet kapta). A 20-as évekre a hazai golf az európai élvonalba emelkedett, a jól képzett férfi és női játékosoknak köszönhetően, akik számos egyéni és csapatversenyt nyertek külföldön is.

### 1952–1988
1952-re a golf politikai okokból nemkívánatos sporttá vált. A golfélet újraszervezése a 70-es évek közepén kezdődött meg.

### 1989-től
1989-ben megalakult a Magyar Golf Szövetség. A 90-es években több új klub alakult és számos gyakorló- és versenypálya épült fel. Mára a klubok évi több mint száz kisebb versenynek és az országos bajnokságoknak adnak otthont. Magyarországon 2009-ben 8 db. szabványos 18 lyukú és további 4 db. 9 lyukú gyakorló pálya volt található.
| №                            | Golf klub neve                                                                               | alapítás éve            | település                 |                         |                         |                         |                         |                         |                         |
| 18 szakaszos golfpályák      | 18 szakaszos golfpályák                                                                      | 18 szakaszos golfpályák | 18 szakaszos golfpályák   | 18 szakaszos golfpályák | 18 szakaszos golfpályák | 18 szakaszos golfpályák | 18 szakaszos golfpályák | 18 szakaszos golfpályák | 18 szakaszos golfpályák |
| ---------------------------- | -------------------------------------------------------------------------------------------- | ----------------------- | ------------------------- | ----------------------- | ----------------------- | ----------------------- | ----------------------- | ----------------------- | ----------------------- |
| 01                           | Birdland Golf & Country Club                                                                 | 1991                    | Bükfürdő                  |                         |                         |                         |                         |                         |                         |
| 02                           | Boya Eagles Golf & Country Club                                                              | 2008                    | Vámospércs                |                         |                         |                         |                         |                         |                         |
| 03                           | European Lakes Golf & Country Club                                                           | 1994                    | Hencse                    |                         |                         |                         |                         |                         |                         |
| 04                           | Old Lake Golf Club                                                                           | 1998                    | Tata                      |                         |                         |                         |                         |                         |                         |
| 05                           | Pannonia Golf & Country Club                                                                 | 1996                    | Alcsútdoboz-Máriavölgy    |                         |                         |                         |                         |                         |                         |
| 06                           | Pólus Palace Golf and Country Club                                                           | 2002 (csődbe ment)      | Göd                       |                         |                         |                         |                         |                         |                         |
| 07                           | Balaton Golf Club                                                                            | 2007                    | Balatonudvari             |                         |                         |                         |                         |                         |                         |
| 08                           | Magyar Golf Club                                                                             | 1981                    | Kisoroszi                 |                         |                         |                         |                         |                         |                         |
| 09                           | Zala Springs Golf Resort                                                                     | 2014                    | Zalacsány                 |                         |                         |                         |                         |                         |                         |
| 9 szakaszos golfpályák       |                                                                                              |                         |                           |                         |                         |                         |                         |                         |                         |
| 10                           | Paplapos Golf & Academy                                                                      |                         | Monor                     |                         |                         |                         |                         |                         |                         |
| 11                           | Rogner Hotel & Spa Lotus Therme Archiválva 2009. október 14-i dátummal a Wayback Machine-ben |                         | Hévíz                     |                         |                         |                         |                         |                         |                         |
| 12                           | St. Lőrinc Golf & Country Club Archiválva 2009. október 14-i dátummal a Wayback Machine-ben  |                         | Budapest XXIII            |                         |                         |                         |                         |                         |                         |
| 13                           | Budapest Highland Golf Club                                                                  | 2006                    | Budapest XXII             |                         |                         |                         |                         |                         |                         |
| 6 szakaszos golfpályák       |                                                                                              |                         |                           |                         |                         |                         |                         |                         |                         |
| 14                           | Budai Golf Club                                                                              |                         | Diósd                     |                         |                         |                         |                         |                         |                         |
| Driving Range (beütő) pályák |                                                                                              |                         |                           |                         |                         |                         |                         |                         |                         |
| 15                           | Petneházy Golf Club nem működik                                                              | 1994 (megszűnt)         | Budapest Adyliget         |                         |                         |                         |                         |                         |                         |
| 16                           | Alföld Golf Club Archiválva 2006. október 28-i dátummal a Wayback Machine-ben                |                         | Röszke                    |                         |                         |                         |                         |                         |                         |
| 17                           | Bujdosó tanya Archiválva 2007. október 23-i dátummal a Wayback Machine-ben                   |                         | Lajosmizse                |                         |                         |                         |                         |                         |                         |
| 18                           | Club Szarvaskút                                                                              |                         | Zirc                      |                         |                         |                         |                         |                         |                         |
| 19                           | Golf tanya                                                                                   |                         | Budapest Hajógyári sziget |                         |                         |                         |                         |                         |                         |
| 20                           | Nyírség Golf Klub                                                                            |                         | Nyíregyháza Sóstóhegy     |                         |                         |                         |                         |                         |                         |
| 21                           | Sonnen Golf GC & Academy                                                                     |                         | Zsira                     |                         |                         |                         |                         |                         |                         |
| 22                           | Viharsarki Golf Club                                                                         |                         | Békéscsaba                |                         |                         |                         |                         |                         |                         |

## Szabályok

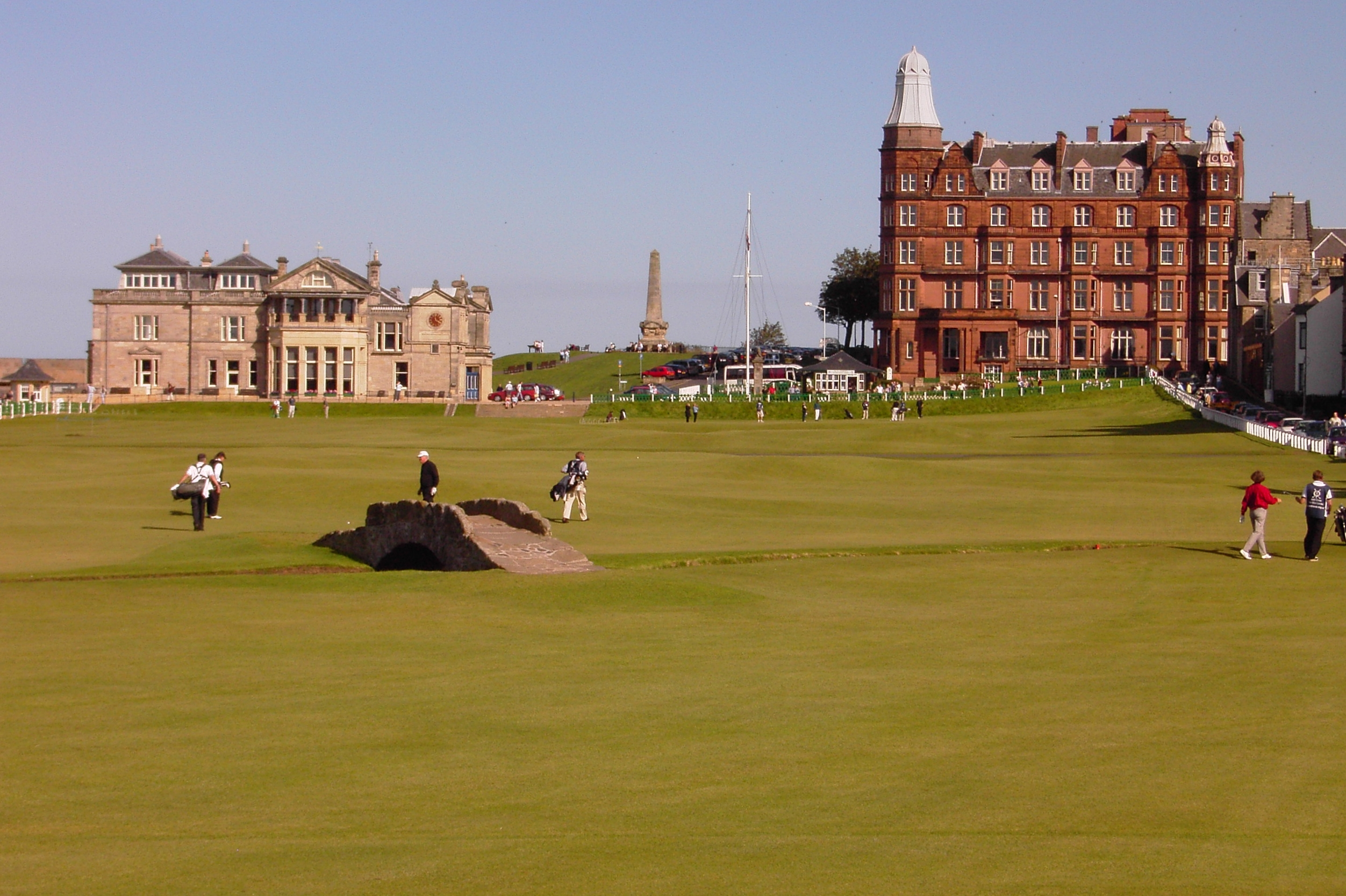
A The Royal and Ancient Golf Club of St Andrews klubháza és pályája, a világhírű Old Course

A golf alapvető szabályait először 1744-ben rögzítette a Gentlemen Golfers of Leith nevű társaság. A modern szabályrendszert pedig az 1754-ben alakult Royal & Ancient Golf Club of St Andrews (R&A) dolgozta ki. A jelenlegi szabályok az R&A és az Amerikai Golf Szövetség (USGA) együttműködésével készültek, és 2007 végéig voltak érvényesek.
A golf különlegessége, hogy a játék egy nagy, természetes környezetben elhelyezett pályán zajlik, ezért a szabályoknak számos eltérő helyzetet kell lefedniük. A szabályzat terjedelmes, ezért még a tapasztalt játékosok számára sem mindig egyértelmű, melyik szabályt kell alkalmazni adott esetben.
Ezért minden ország nemzeti golfszövetsége – Magyarországon például a Magyar Golf Szövetség – szakértői bizottságot működtet, amely segít a szabályok értelmezésében. Ha a kérdést nem tudják helyben megválaszolni, az R&A vagy az USGA hivatalos döntést (ún. Decision-t) hoz az ügy tisztázására.
Ezek a hivatalos döntések nyilvánosak, terjedelmük jelenleg több mint 800 oldal, és bár kevesebb gyakorlati példát tartalmaznak, a leggyakoribb eseteket részletesen tisztázzák.

### A játék célja

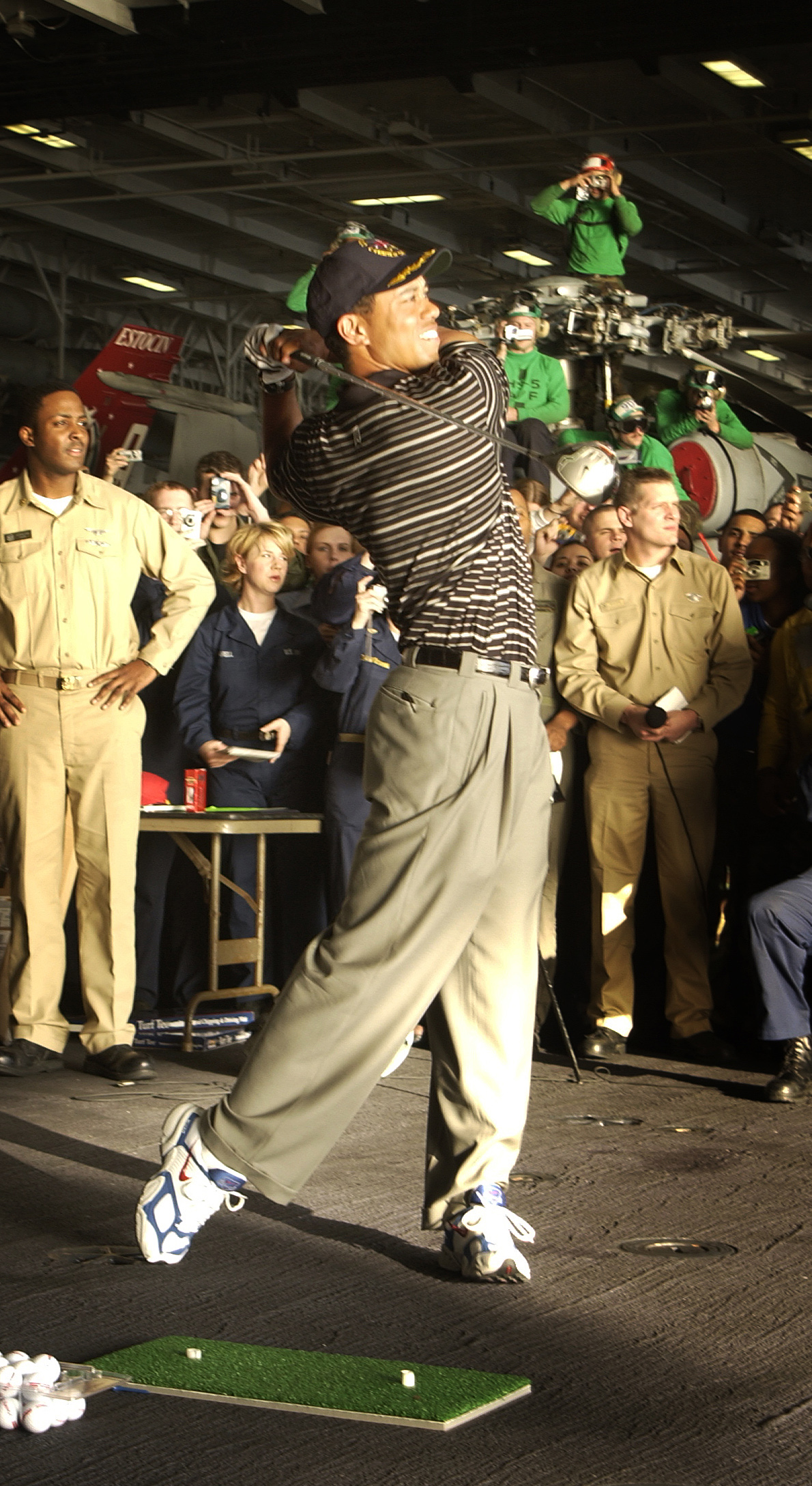
Tiger Woods elütés közben

Egy (legalább 42,67 mm átmérőjű, és legfeljebb 45,93 gramm súlyú) labdát a lehető legkevesebb golfütéssel az elütőhelyként megjelölt sík területről a golf szabályai szerint egy 10,8 cm átmérőjű, legalább száz méteres körzetben elhelyezett lyukba bejuttatni. A játéktér (az úgynevezett golfpálya) 18 szakaszból áll, a teljes hossza meghaladhatja a 7000 métert is.
Amennyiben a labda szabályosan nem üthető meg (például a pályaszakasz határán kívülre kerül vagy elmerül egy tóban), a szabályok lehetőséget nyújtanak az ütés megismétlésére, habár ez többnyire büntetőütésnek számít. A végső ütésszám, amivel sikerül a labdát a lyukba beütni (golfütések + büntető ütések), egy pontszámot eredményez, amelyet fel kell írni az eredmény-nyilvántartó lapra, az ún. score-kártyára.

### Par
Minden szakasz (amelyen a lyuk található) egy meghatározott par számot definiál. Ez az a pontszám, amelyet egy jó golfozó átlagban elérhet a lyukba találva. A par megállapítása a lyuk távolságát és nem az elérhetőségét tekintve történik, az akadályok, mint a bunker, domb, víz stb. a pálya nehézségi fokát határozzák meg. A legtöbb lyuk par 3-nak (férfiaknál 0-229 méter, nőknél 0-192 méter távolságban), par 4-nek (férfiaknál 230-430, nőknél 193-366 méter távolságban) vagy par 5-nek (férfiaknál 431-, nőknél 367- méter távolságban) számít. Egy lyuk ritkább esetben par 6-nak vagy többnek is számíthat.
Egy jó golfozónak a par eléréséhez a parnál két ütéssel kevesebbel kell tudnia elérni a greent (magyarul pázsit, a lyukat tartalmazó terület környezetét) és legfeljebb két lökéssel be kell juttatnia a labdát a lyukba. Egy 18 lyukas pályán általában négy par 3-as lyuk van, tíz par 4-es és négy par 5-ös, így összesen 72 par érhető el. Egy 9 lyukas pályán ennek az összegnek a felét lehet elérni, ott általában két par 3-as, öt par 4-es és két par 5-ös lyuk van.
Az alábbi táblázat tartalmazza az értékelhető eredményeket az egyes lyukakba való betalálásra vonatkozóan:
Ha a labda az elütőhelyről egyetlen ütéssel a lyukba kerül, akkor az eredményt „Hole-in-one-nak” vagy "Ásznak" (angolul „Ace”) nevezik. A fenti táblázat értelmében egy par 2-es lyukba egy ütéssel beletalálva egy madárka, egy par 3-as lyukba egy ütéssel beletalálva egy sas, egy par 4-es lyukba egy ütéssel beletalálva egy albatrosz érhető el.

### Játékformák, eredményszámítás,hendikep
Két alapvető játékforma létezik, a match play és a stroke play, amelyeknek több változata is ismert. A stroke play célja a résztvevők összehasonlítása. Nincs külön ellenfél, csupán a pálya végigjátszása a cél. A match play esetén egy konkrét ellenfelet kell legyőzni, több lyukat megnyerve (a lyukat a lehető legkevesebb ütésszámmal megjátszva).
A kétféle játékformához kétféle eredményszámítási módszer használható, amelyek segítségével a bruttó (a ténylegesen elért pontszám) és a nettó (az elért pontszám a résztvevő játékerősségét beleszámítva) eredmény számítható ki. Tehát a bruttó ponttáblázat élén az abszolút legjobb golfozó áll, a nettó pontszám segítségével pedig meghatározható a relatíve legjobb játékos, a golftudását a legjobbakéval összehasonlítva.
A hendikep (azaz hátrány) rendszereknek többféle változata létezik, de alapvetően a játékos golftudásának az elért eredményei alapján történő számtani kifejezésére szolgálnak. A hendikep növelheti vagy csökkentheti a játékos pontszámát. Nagyjából megegyezik azzal az átlagos ütésszámmal, amit a játékos a pálya par számához (azaz alapütésszámához) viszonyítva elér. Tehát egy tapasztalt golfozó, aki Even part ér el az egész pályán, 0 hendikeppel rendelkezik. Ha a játékos 100-at ér el egy 72 paros pályán, akkor az érték megközelítőleg 100 - 72 = 28. Ha a hendikep nulla alatt van, akkor a játék végén a hendikep értékkel meg kell növelni az elért pontszámot. Mindez csak az amatőr játékosokra vonatkozik, a profi golfozók nem rendelkeznek hendikeppel. A haladó amatőr játékosokat, akik átlagosan a parnál egy ütéssel többet felhasználva találnak a lyukba, bogey golfozóknak nevezik. A parral megegyező ütésszámot, az ún. scratch golfozók képesek elérni, akiknek a játékerőssége megközelíti a profi játékosokét. A kezdő golfozókat rabbitnek (nyúlnak) nevezik.

## Felszerelés

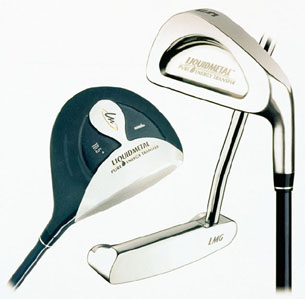
Fa, Putter és Vas

Az érvényben levő golfszabályok szerint egy játékos legfeljebb 14 ütőt vihet magával a golfpályára. Az ütők ötféle osztályba sorolhatók be hosszuk, az ütőfej dőlésszöge (loft), illetve az anyaguk alapján.

### Fa(wood)
A labda elütéséhez és a további (140 méteren felüli) távoli ütésekhez használható a lyukhoz vezető útvonalon (a fairway-en). Az ütő feje, ill. a későbbiekben a fejben található berakás trópusi keményfából (datolyaszilvából) készült. A technikai fejlődés eredményeként a fejeket a későbbiekben könnyű és rugalmas fémötvözetekből (főként titánból és alumíniumból), ill. kevlárból vagy üvegszálas műanyagból kezdték készíteni. A szabványos ütőkészlet három woodból (1-es, 3-as, 5-ös vagy 7-es) áll, amelyeket loftjuk (kb. 8°–21°) és hosszuk (kb. 40-45 col) különböztet meg. Az 1-est drivernek is nevezik.

### Vas(iron)
A rövidebb ütésekhez (70–180 m) a vasak használhatók, amelyek segítségével a labda pontosabban irányítható a nehezebb ütéseknél (a félmagas fűben, az ún. semirough-n belül). A szabványos ütőkészlet általában 3-astól 9-esig számozott vasakat tartalmaz, amelyek mellett ritkább esetekben előfordulhatnak 1-es vagy 2-es vasak is. A loft 20° és 45° között változhat, az ütőhossz pedig 35-39 col lehet. A hosszabb vasak (1-4) helyett alternatív megoldásként használhatók a hibrid vagy rescue ütők is.

### Hibrid vagy rescue ütők
Ezekben az ütőkben a vas és a fa ütők tulajdonságai keverednek és leginkább a hosszabb vasak (férfiaknál: 1, 2, 3, 4, 5 / nőknél: 2, 3, 4, 5, 6) helyettesítésére szolgálnak, Az ütőhossz, a loft és a dőlésszög hasonló a fentebb megemlített vasakéhoz, az ütőfej domború és gyakran a fa ütőkére emlékeztet. Ezt az ütőfajtát gyakran arra használják, hogy a labdát a semi-rough-n belülről visszaüssék a fairway-re. A hibrid vagy rescue ütő kompromisszumot kínál a fák ütőtávolsága és a vasak pontossága között.

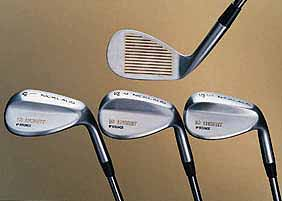
Wedge-ek

### Wedge
Rövid távolságú (100 méteren belüli) ütésekre használható, illetve nehezebb helyeken (bunkerek, torlaszok, magas fű). A szabványos ütőkészlet tartalmaz egy pitching és egy sand wedge-et (a homokbunkerekhez), valamint egy gap vagy lob wedge-et. A loft 50° és 60° között, az ütőhossz 34 és 36 col között változhat.

### Putter
A labda greenen történő lyukba ütéséhez használható, hosszú, lapos fejjel rendelkező ütő. A putterrel való ütést puttolásnak nevezik. Ezzel az ütővel a labdát nem ívben repítik a lyuk felé, ahogyan a többi fajtával, hanem gurítva próbálják belökni.

### Golflabda

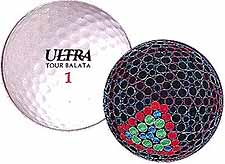
Golflabda

A golf szabályai meghatározzák a golflabdák méretét és megjelenését. Az átmérőjük 42,67 mm, a maximális tömegük 45,93 g. A labda felületén 366 szabályosan elhelyezkedő kör alakú bemélyedés (ún. dimple) található. Az ütőfej által okozott forgás miatt szükség van a labda repülés közben történő iránystabilizációjára. A felület kialakítása megakadályozza a labda forgásirányba történő elmozdulását és háromszorosára növeli a repülés távolságát.

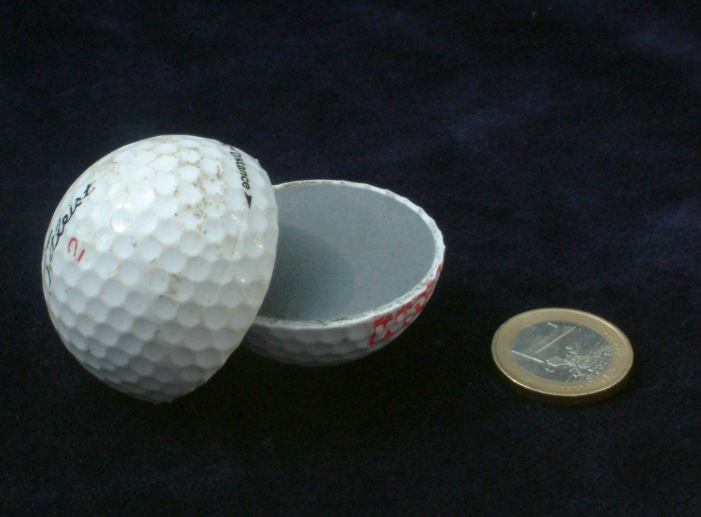
Golflabda és golflabdahéj

A golflabdát egy kemény mesterséges anyagból készült héj borítja (korábban guttapercha-ból készült), amely a magtól elkülönül és esetenként több rétegből áll. A kemény gumi héj belsejében több rétegű mag található, amelyet glicerines folyadékkal töltött műanyagból vagy (folyékony) fémből készítenek. A golflabdákat megszámozzák, lehetővé téve azt, hogy a labda egy másik játékos azonos márkájú és típusú labdájától megkülönböztethető legyen. Ezért a labda későbbi azonosításához az elütés előtt meg kell jegyezni a labda márkáját, típusát és számát.

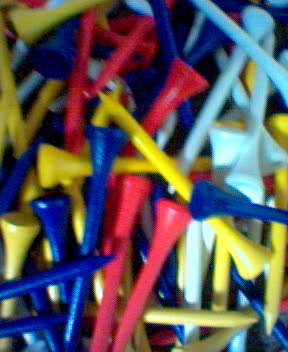
Labdatartók, amelyekre az elütőhelyen felhelyezik a labdát

Lásd még: A golflabda fizikája

### Egyéb eszközök
A pályán történő közlekedéshez néhányan speciális golfautókat használnak, azonban a versenyeken csak gyalogosan közlekedhetnek a játékosok. Az ütőket és egyéb tartozékokat pedig a golf táskákban szállítják. A golfozók általában különleges cipőt viselnek, amely talpán csúszásgátlóként cserélhető tüskék (vagy műanyag karmok) találhatók. Szinte mindenki hord kesztyűt, amely amellett hogy jobb fogást biztosít, a kéz felhólyagosodását hivatott megakadályozni. A tee-k, amelyek leginkább szögekre hasonlítanak, fából vagy műanyagból készülnek. Használatuk az elütőhelyeken engedélyezett, ahol a labdát könnyítésként a földbe szúrt tee-ről ütik el. Amikor a labda a greenen van, fel lehet venni tisztítás céljából, illetve abban az esetben, ha egy másik játékos putt-vonalában található. Ekkor a labda helyét egy markerrel, egy lapos műanyagból készült koronggal vagy érmével meg kell jelölni. A pitch-villa a greenen, a labda becsapódása következtében keletkezett mélyedés kijavítására szolgál. Az elért pontszámot a score-kártyára szokták felírni.

## Golfpálya
A golfot a golfpályán játsszák, amely a szabályok szerint 18 részből (ún. szakaszból) áll, amelyeken minden esetben megtalálható az elütőhely, a fairway és a green. A gyakorlópályák állhatnak 6, ill. 9 szakaszból is. A pályát rendszerint tájépítész tervei alapján építik, és többnyire egy golfklub vagy egy üzleti társaság üzemelteti. A pálya gondozása rendkívül költséges, és általában több greenkeeper végzi az ehhez szükséges speciális gépek segítségével.

### A golf elkezdése
Régebben a golf nagyon drága sportnak számított, a legtöbb ember nem engedhette meg magának ezt a szórakozást. Azonban mára – az egyre több pályának köszönhetően – a legtöbb ember számára elérhető közelségbe került a sportág, mivel a felszerelés és a játék költségei nem drágábbak, mint például évente egy egyhetes síelésé.
A golfozáshoz szükségünk van ütőkre, és az ütők szállításához egy táskára. Egy teljes felszerelés ára körülbelül 60 ezer forintnál kezdődik. Ez egyszeri beruházás, azonban ütőket lehet kölcsönözni a pályákon is. Természetesen szükségünk lesz labdákra is. Egy jobb minőségű labda 300 forint körül van, a rosszabb minőségűek 200 Ft körül. Szükségünk lesz még tee-re is, a tee-re az elütőhelyeken lehet felhelyezni a labdát könnyítés céljából, egy tee ára 10–20 Ft. A greenen labdánk pattanása által okozott lyuk kijavítására a pitch mark-javítót, vagy más néven chip-villát használjuk, ezt a legtöbb helyen ingyen biztosítják számunkra. Ha már haladóbb szinten járunk, érdemes beruházni egy golfcipőre is, ugyanis azzal sokkal kényelmesebb a játék. Ezek ára 15–20 ezer forint körül van.

### Range Fee
A range fee egy olyan, a golflétesítményre vonatkozó illeték amelyet akkor kell megfizetni, amikor azt a látogató gyakorlás céljára (Driving Range, Pitching és Chipping-Green, Putting-Green) kívánja igénybe venni. Ehhez hozzá adódhat a Driving Range-ről elütött labdák utáni díj, amit helyenként a range fee-be beleszámítanak, így annak összege magasabb a más pályákon szokásosnál.

### Greenfee
A greenfee (avagy green fee) akkor fizetendő, ha a játékos egy a klubjához nem tartozó idegen helyen kíván játszani. A greenfee mindig tartalmazza a range fee-t. Összege a használat mértékétől és a hely minőségétől függően változhat. Hétvégén többnyire magasabb a díjazás.

## Nevezetes golfozók

### Férfiak
- lásd még: Golfozók listája

|}

## Nagy tornák
A majorok az évente megrendezett négy legjelentősebb torna. Ezeket megelőzően két fontos amatőr torna létezett (A Brit- és az Amerikai Amatőr Torna). Napjaink legjobb játékosai kétségtelenül a profik és a majorok. A profi tornákra a legjobb amatőr játékos meghívás útján juthat el.
Az Augusta National Golf Club áprilisban rendezi meg az évad első major tornáját. A US Masters a Georgia állambeli Augusta-ban, az egyetlen major amelyet mindig ugyanazon a helyen rendeznek meg.
A US Open, amelyet az USGA 1895 óta rendez meg, a legnagyobb múltra visszatekintő major az USA-ban.
A legrégebbi major az 1860 óta napjainkig megrendezett Open Championship, amely júliusban zajlik le, Nagy-Britannia egyik golfpályáján. A rendezvény házigazdája 1920 óta a R&A.
Az évad lezárásaként a PGA of America által szervezett USPGA Championshipot rendezik meg az év szeptemberében.
Kétévente kerül sor az USA és Európa csapatainak versenyére, amelynek célja a Ryder Cup elnyerése. A tizenkét tagú csapatok négyesben és egyénileg is játszanak. A majorokkal ellentétben a játékforma a match play. A Ryder Cup házigazdája a PGA of America.
Azokban az években, amelyekben a Ryder Cup szünetel, egy kisebb jelentőségű tornát, az ún. President's Cupot rendeznek. Ezen a versenyen az amerikai csapat az Európán kívüli játékosokkal mérkőzik meg.

## Ajánlott irodalom
- Dave Pelz's Putting Bible
- David Ayres–John Cook: Golf haladóknak. Hogyan alkalmazkodjunk a pályához?; ford. Majoross Bea; Gabo, Bp., 2005
- Gary Player: A golfozó nagy kézikönyve, Magyar Könyvklub, 2001

## Külső hivatkozások

### Magyar lapok
- A világ első Golf és Business magazin
- Magyar Golf Szövetség
- Magyar Golf Portál
- golfnews.hu – Minden, ami Golf!
- Golf & Prime – Golf és életmód

### Angol nyelvű lapok
- The R&A
- United States Golf Association
- Golf Rewind – Golf forum for all golfers
- Golftoday.co.uk.
- International Association of Golf Club Presidents
- International Golf Federation
- European Golf Association
- TheGolfChannel.com
- Golf courses guide
- Golf course Directory | Tee Times | Golf Travel